# Gintaras Matkevičius
Gintaras Matkevičius (* in Litauen) ist ein litauischer Jurist, Gerichtsvollzieher, von 2003 bis 2004 Präsident der Gerichtsvollzieherkammer Litauens (lit. Lietuvos antstolių rūmai, LAR).

## Leben
Nach dem Diplomstudium der Rechtswissenschaft an der Rechtsfakultät der Universität Vilnius arbeitete Gintaras Matkevičius bis etwa 2003 als Oberspezialist am Justizministerium. Danach gründete er eine Gerichtsvollzieherkanzlei und war als Gerichtsvollzieher im Gebiet des 1. Amtsgerichts der Stadt Vilnius bis zum 10. Juli 2007. Am 19. Juni 2007 wurde er vom Litauischen Appellationsgericht wegen des Amtsdelikts (wegen der unerlaubten Gerichtsvollzieherhandlungen 2004 und 2005) verurteilt. Er war Vorsitzender des Präsidiums der Gerichtsvollzieherkammer (offiz. Assoziation Lietuvos antstolių rūmai) vom 7. März 2003 bis Dezember 2004. Seine Nachfolgerin war Inga Karalienė.